# 2014년 뉴욕 영화 비평가 협회상
제80회 뉴욕 영화 비평가 협회상은 2014년 12월 1일에 열린 시상식이다.

## 수상 및 후보

### 작품상
- 보이후드 - 리처드 링클레이터 수상

### 감독상
- 보이후드 - 리처드 링클레이터 수상

### 각본상
- 그랜드 부다페스트 호텔 - 웨스 앤더슨 수상

### 여우주연상
- 내일을 위한 시간 - 마리옹 꼬띠아르 수상

### 남우주연상
- 미스터 터너 - 티모시 스폴 수상

### 여우조연상
- 보이후드 - 패트리샤 아퀘트 수상

### 남우조연상
- 위플래쉬 - J.K. 시몬스 수상

### 촬영상
- 이민자 - 다리우스 콘지 수상

### 애니메이션상
- 레고 무비 - 필 로드 외 1명 수상

### 다큐멘터리상
- 시티즌포 - 로라 포이트러스 수상

### 외국영화상
- 이다 - 파벨 포리코브스키 수상

### 신인작품상
- 바바둑 - 제니퍼 켄트 수상

### 특별상
- Adrienne Mancia 수상